# Rättspositivism
Rättspositivism är en skola inom rättsfilosofin som ser rätten som oberoende av moraliska och andra normativa hänseenden, och förnekar därigenom exempelvis att den skulle begränsas av principer om rättvisa eller rättigheter som inte också föreskrivs i lag. 
Vad som är gällande rätt definieras som den skrivna och oskrivna lagen; rättsnormativister anser i John Lockes anda att rätt kännetecknas av en igenkänningsregel, men Locke var dock naturrättsteoretiker och rättsnormativismen skär genom rättsteorins olika skolor. Rättspositivismens motsats är i högre eller lägre grad naturrätten och därmed kontraktualismen och humanismen, att det finns ett rätt och fel oavhängigt den skrivna lagen (det vill säga lagstiftarna och lagtolkarna) eller rådande moraluppfattningen eller att det finns en överallt gällande rätt för människan oavsett lagstiftning eller samhällsnorm. 

## Historia och den mänskliga rättigheten
Rättspositivismen uppstod inom positivismen under 1800-talet och inom utilitarismen med Jeremy Bentham. John Austin var en tidig förespråkare för rättspositivismen och menade att rättstvister kan lösas med förnuftet.
De olika rättssynerna påverkar inställningen till de mänskliga rättigheterna, internationell rätt folkrätt, med mera. Då naturrättsteoretikerna menar att de mänskliga rättigheterna kodifierats mer eller mindre lyckat i deklarationer och konventioner, menar rättspositivister att dessa lagtexter stipulerar de mänskliga rättigheterna och endast är giltiga i den utsträckning som de ratificerats och efterföljs. 
Syftet med Benthams och Austins teorier var att tillhandahålla ett fast underlag för särskiljandet av den framställande (de lege lata, vad lagen är) och den granskande rättsläran (de lege ferenda, vad lagen bör vara), det vill säga skilja mellan rätt och moral. Den granskande rättsläran avgör vad som är bra eller dålig lag enligt nyttoprincipen. 

## Om moral
Juridiken är skild från moralen och betonar starkt en distinktion mellan är och bör. En regel är juridisk om den är fastslagen i en viss källa, lag, rättsfall etc. Om regeln kan hittas i en källa är den gällande oavsett om den är orättvis eller ej (formell). När man ville identifiera den positiva lagen byggde man således på dess härkomst och inte dess innehåll. 
Rättspositivismen beskriver vad rätten är vid en viss tidpunkt och en viss plats (det finns bara en rättsordning och tar ej hänsyn till frågor om etik och moral). Rättspositivismen förnekar dock inte att moralen kan ha en viss inverkan på hur lagen används och tolkas. Den viktiga frågan var om rättens giltighet/ogiltighet. 
Vad rätten är avgörs på formella grunder, vad den bör vara har ingen inverkan på vad den är. Rättspositivismen förnekar inte att domare måste göra moraliska omdömen när de avgör mål. Däremot när de finner vad som är gällande rätt gör de inga moraliska omdömen.
Domaren får skapa en ny regel när det inte finns någon existerande regel som reglerar situationen. Det som gör den nya regeln till lag är att den skapats av domaren (inte av de skäl denna stödjer sig på). Detta är enda gången då domaren kan stifta lag. 

## Suveränitet
Suveränen identifierades genom att denne lyddes och dennes befallningar var vad folket kallade lag. Suveränen är en person eller en samling personer vilkas vilja alla i samhället borde vara redo att lyda framför någon annan persons vilja. Sanktioner är i sig själva dåliga; de bör endast tillåtas om de kan bidra till att undvika ännu sämre effekter. Rätt/lag är en befallning av en suverän vars åtlydnad upprätthålls med hjälp av en sanktion. 
Suveränen identifieras genom att:
1. denne vanemässigt åtlyddes av invånarna
2. att den själv inte vanemässigt åtlydde någon annan